# جسيمات شبيهة بالفيروس
جسيمات شبيهة بالفيروس (بالإنجليزية: Virus-like particle)‏ أو VLPs تشبه الفيروسات ، ولكنها غير معدية لأنها لا تحتوي على مواد وراثية فيروسية. يمكن أن يؤدي التعبير عن البروتينات البنيوية الفيروسية، مثل غلاف الفيروس أو البروتينات القفيصة ، إلى التجميع الذاتي لفيروسات شبيهة بالفيروس (VLPs). المستمدة من فيروس الالتهاب الكبدي الوبائي باء وتتألف من مستضد سطحي HBV صغيرة مستنبطة من (مولد الضد السطحي لالتهاب الكبد ب) تم وصفها في عام 1968 من مصل المريض. وقد تم إنتاج VLPs من مكونات مجموعة متنوعة من عائلات الفيروسات التي تضم
فيروسات صغيرة (مثل فيروس الفيروسات المرتبطة بالغدية)، فيروسات مرتدة (مثل فيروس العوز المناعي البشري)، فيروسات مصفرة (مثل فيروس التهاب الكبد C)و العاثيات (مثل Qβ, AP205). يمكن إنتاج VLPs في أنظمة زراعة الخلايا المتعددة بما في ذلك البكتيريا وخطوط الخلايا الثديية وخطوط الخلايا الحشرية والخميرة والخلايا النباتية.

## تطبيقات

### بحوث الفيروسات
يتم استخدام VLPs في الدراسات لتحديد مكونات البروتين الفيروسي.

### العوامل العلاجية والتصور
VLPs هو نظام توزيع المرشحين للجينات أو غيرها من العلاجات. وقد أظهرت هذه العوامل تسليم العلاجات لاستهداف الخلايا السرطانية في المختبر بشكل فعال. من المفترض أن VLPs قد تتراكم في مواقع الورم بسبب تأثير النفاذية والاحتفاظ المحسن، والذي يمكن أن يكون مفيدًا لتسليم الدواء أو تصوير الورم.

### اللقاحات
VLPs مفيدة كالقاحات. تحتوي VLPs على تكرار، وتعرض بروتينات سطحية عالية الكثافة للفيروس تقدم حواتماً فيروسية متطابقة يمكن أن تستثير بقوة استجابات مناعية ل خلية تائية وخلايا بائية. بما أن VLPs لا يمكن أن تتكرر، فإنها توفر بديلاً أكثر أمانًا للفيروسات الموهنة. تم استخدام VLPs لتطوير لقاحات إدارة الغذاء والدواء (الولايات المتحدة) المعتمدة لمكافحة التهاب الكبد B وفيروس الورم الحليمي البشري. في الآونة الأخيرة، تم استخدام VLPs لتطوير لقاح ما قبل السريرية ضد فيروس شيكونغونيا. تشير الأبحاث إلى أن لقاحات VLP ضد فيروس الأنفلونزا يمكن أن توفر حماية أقوى ودائمة ضد فيروسات الأنفلونزا من اللقاحات التقليدية. يمكن أن يبدأ الإنتاج بمجرد أن يتم تحديد سلالة الفيروس ويمكن أن يستغرق أقل من 12 أسبوعًا، مقارنةً بـ 9 أشهر اللقاحات التقليدية. في التجارب السريرية المبكرة، يبدو أن لقاحات VLP للأنفلونزا توفر حماية كاملة ضد كل من النوع الفرعي لفيروس انفلونزا الطيور و وباء إنفلونزا 1918. أجرت شركتا Novavax و Medicago تجارب سريرية على لقاحات VLP ضد إنفلونزا الطيور.

### الفيروسات التي تصيب الفطريات
تحتوي بعض الفطريات على فيروسات تصيب فطريات التي تفتقر إلى القدرة على الانتقال في خلية خالية من الخلايا ويمكن تصنيفها على أنها VLPs. هذه هي مهمة في علم الأمراض النباتية ، لأنها يمكن أن تسبب فيروسات تحتية في بعض الأنواع من الفطريات الممرضة للنبات.[بحاجة لمصدر]

### تكنولوجيا جسيمات ليبوLipoparticle technology
تم تطوير VLP جسيمات ليبو للمساعدة في دراسة بروتينات الغشاء المتكاملة. جسيمات ليبو هي خلايا VLP متجانسة عالية النقاء تم تصميمها لتحتوي على تركيزات عالية من بروتين الأغشية السليمة المتماثلة. تشارك البروتينات الغشائية المتكاملة في وظائف بيولوجية متنوعة وتستهدف ما يقرب من 50 ٪ من العقاقير العلاجية الموجودة. ومع ذلك، بسبب نطاقاتها الكارهة للماء، يصعب التلاعب ببروتينات الغشاء خارج الخلايا الحية. يمكن للجسيمات الليفية أن تشتمل على مجموعة واسعة من بروتينات الأغشية السليمة بنيوياً، بما في ذلك مستقبلات البروتين المرتبط بالبروتين ج (GPCR) والقنوات الأيونية والاغلفة الفيروسية. توفر جسيمات ليبو منصة للعديد من التطبيقات بما في ذلك فحص الأجسام المضادة وإنتاج المناعي واختبارات الارتباط يجند.

## التركيب
كان مفهوم التجميع الذاتي للـ VLPs يعتمد على التجمع الفيروسي. هذا عقلاني طالما أن تجميع VLP يحدث داخل الخلية المضيفة (في الجسم الحي) ، على الرغم من أن حدث التجميع الذاتي تم العثور عليه في المختبر منذ بداية الدراسة حول التجمع الفيروسي. كما تكشف الدراسة أن التركيب في المختبر VLPs يتنافس مع التجميع وأن هناك آليات معينة موجودة داخل الخلية لمنع تشكيل الركام بينما التجميع مستمر.

## ربط مجموعات الاستهداف بأسطح VLP
ومن المفيد ربط البروتينات والأحماض النووية أو الجزيئات الصغيرة بسطح VLP ، مثل استهداف نوع معين من الخلايا أو لزيادة الاستجابة المناعية. في بعض الحالات، يمكن دمج بروتين الفائدة جينياً مع بروتين معطف الفيروسية. ومع ذلك، يؤدي هذا الأسلوب أحيانًا إلى ضعف تجميع VLP ويكون له فائدة محدودة إذا كان عامل الاستهداف غير مستند إلى البروتين. من البدائل تجميع الـ VLP ومن ثم استخدام المواد الكيميائية المتشابكة، الأحماض الأمينية غير الطبيعية أو تفاعل SpyTag من أجل ربط جزيء الفائدة بشكل تساهمي.